# 華美航運
華美航運（英語：United China Air Freight Co., Ltd.）是台灣的國際快遞公司，於1972年創立，為日本快遞公司Overseas Courier Service台灣總代理。

## 發展
1972年，華美航運開始全球空運承攬運送服務。
1978年获得日本OCS國際快遞台灣地區服務授權。
2011年，成立關係企業SPEX eSHOP集貨代運網。
2015年，成立關係企業WORLDiBUY國際購物商城。